# 所台駅
所台駅（ソテえき）は、大韓民国光州広域市東区にある光州都市鉄道1号線の駅である。駅番号は(101)。
1号線の途中駅だが、ほとんどの列車は当駅で平洞方面に折り返しており、鹿洞方面は毎時1本程度の運行である。

## 駅構造
- 相対式ホーム2面2線の地下駅。1番出入口は地上に駅舎がある。

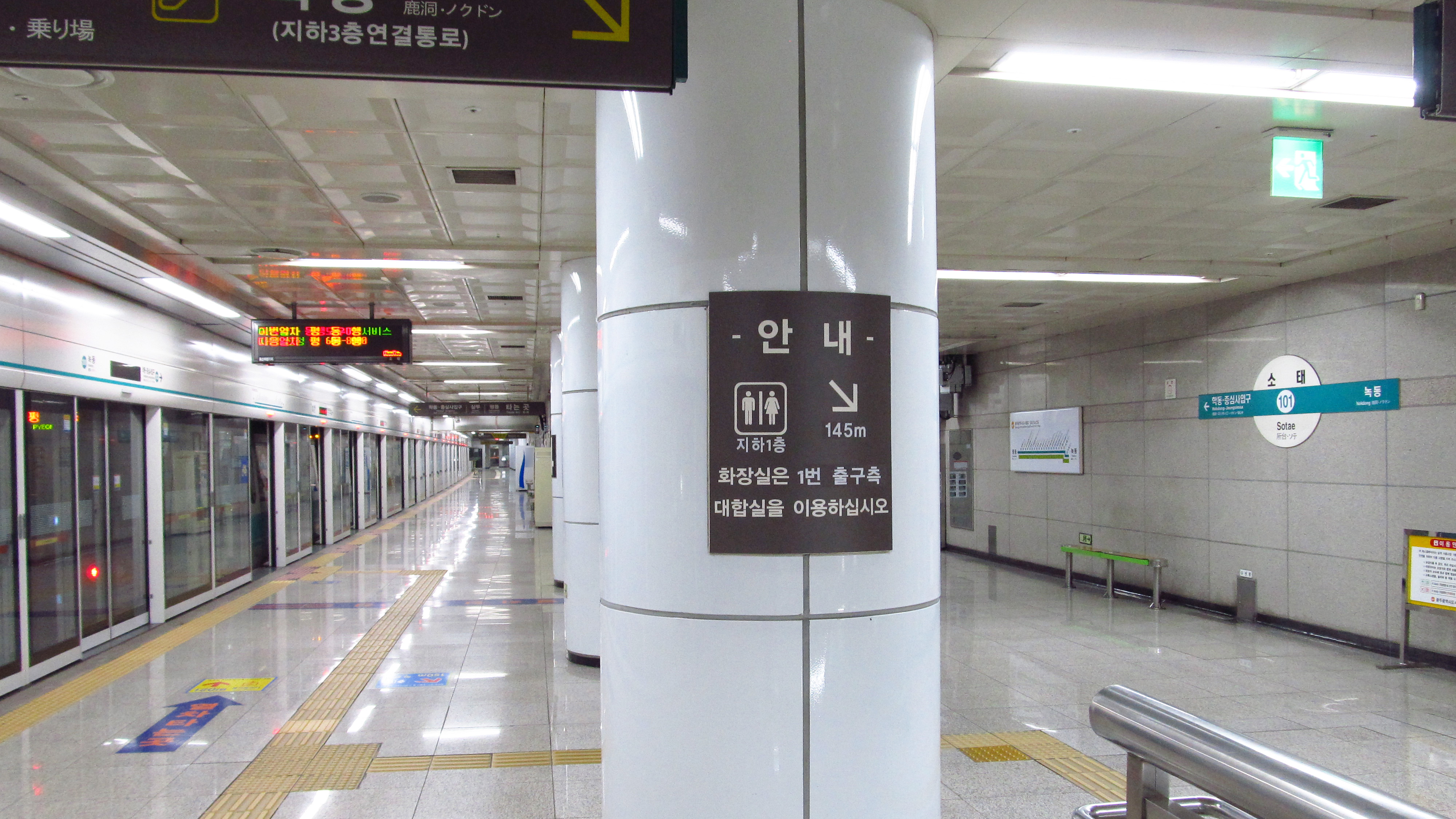
ホーム

## 駅周辺
- 光州龍山初等学校
- 東一未来科学高等学校
- 光州南初等学校
- 大明アパート
- 池元治安センター

## 歴史
- 2004年4月28日 - 開業。

## 隣の駅
光州交通公社
●1号線
鹿洞駅 (100) -   所台駅 (101) - 鶴洞・証心寺入口駅 (102)